# Maximilian Karl Friedrich Wilhelm Grävell

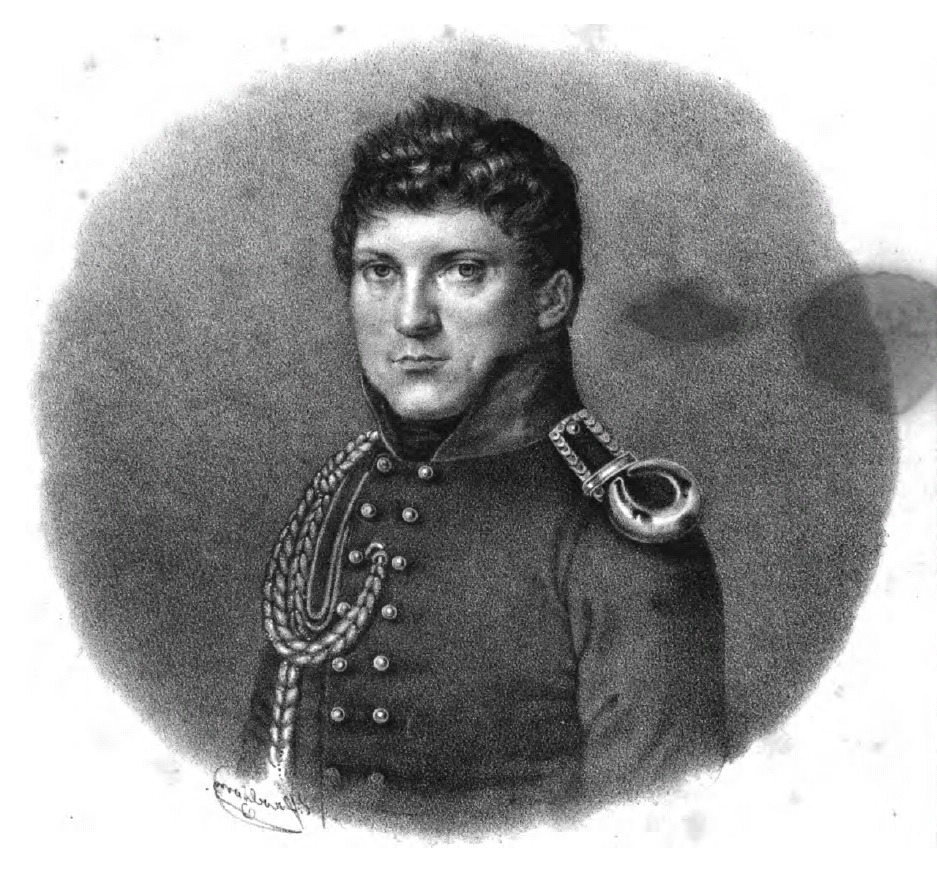
Maximilian Karl Friedrich Wilhelm Grävell

Maximilian Karl Friedrich Wilhelm Grävell (ur. 28 sierpnia 1781 w Białogardzie, zm. 29 września 1860 w Dreźnie) – pruski prawnik, członek Frankfurckiego Zgromadzenia Narodowego.

## Życiorys
Grävell był synem ewangelickiego pastora polowego. W roku 1799 rozpoczął studia prawnicze w Halle, które ukończył w 1801 roku z tytułem doktora. W tym samym roku rozpoczął pracę w sądzie miejskim w Berlinie, rok później ożenił się. W roku 1804 zostaje asesorem sądu berlińskiego, oraz w Płocku i nabywa majątek Starkowo koło Ustki. W roku 1806 skończył swoją działalność w Płocku i poświęcił się całkowicie swojemu majątkowi. Rok później podjął pracę jako adwokat w miejscowości Chociebuż, gdzie pozostał przez kolejne dwa lata. Dodatkowo pracuje również jako prawnik w Dreźnie, gdzie w roku 1810 został członkiem wolnomularstwa. W 1811 r. pracował w Myśliborzu jako asesor w tutejszym sądzie, następnie mianowano go radcą prawnym rejencji Pomorskiej w Stargardzie. W 1813 roku w Stargardzie został członkiem Rady Wojskowej i brał udział jako kapitan w wojnach napoleońskich. Później został adiutantem generała Landwehry oraz adiutantem brygady w korpusie Fiodora Berga.
Po wojnach w 1816 r. pracował w Merseburgu. W 1820 r. zostaje skazany na karę sześciu miesięcy pozbawienia wolności za zniewagę urzędników państwowych. Karę odsiaduje w Berlinie.
Przez siedem lat od 1825 roku pracował w Mużakowie. W roku 1829 zostaje ponownie skazany na karę pozbawienia wolności na trzy miesiące za obrazę rządu pruskiego.
Od 1833 do 1834 roku pracował w tajnej radzie prawniczej w ministerstwie. Przeprowadził się do Sprembergu, gdzie zajmował się pisarstwem. W następnych latach wielokrotnie przeprowadzał się w okolice Frankfurtu nad Odrą.
Dnia 18 maja 1848 Grävell został posłem oraz członkiem Frankfurckiego Zgromadzenia Narodowego, którym pozostał do 16 maja 1849. 9 maja 1849 r. został ministrem w Ministerstwie Spraw Wewnętrznych, a następnie premierem.

## Dzieła
- Bedarf Preußen einer Konstitution, Berlin 1816 (Potrzeba konstytucji Prusom).
- Die Volkssouveränität und der Reichsverweser, 1848 (Suwerenność i rozpad Rzeszy).